# Transfăgărășan
La Transfăgărăşan DN7C è una strada nazionale della Romania che si sviluppa per circa 60 miglia (90 km) su strade di montagna della catena dei Carpazi. Ha la classifica delle strade nazionali ed è la seconda strada asfaltata più alta del paese dopo la Transalpina.

## Storia

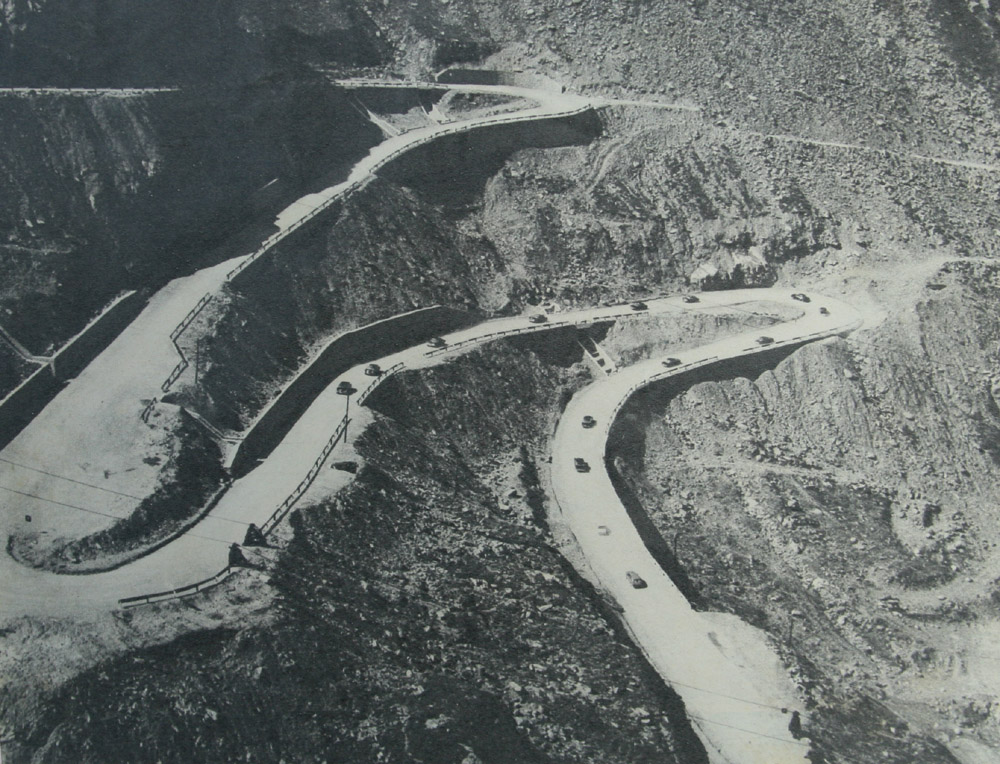
La strada nel 1974

La strada è stata costruita tra il 1970 e il 1974 sotto il governo di Nicolae Ceaușescu per motivi militari, a seguito dell'invasione della Cecoslovacchia nel 1968. All'epoca, la Romania aveva già dei passi di montagna strategici che attraversavano i confini centroeuropei. I lavori furono particolarmente difficili a causa delle condizioni climatiche (si lavorava a circa 2000 metri s.l.m.) e vi furono 40 vittime tra operai e soldati. La costruzione necessitò di circa 6 milioni di chilogrammi di dinamite.
La strada fu ufficialmente inaugurata il 20 settembre 1974, anche se i lavori, in particolare la pavimentazione del fondo stradale, continuarono fino al 1980.

## Percorso
La strada sale fino a circa 2000 metri di altitudine, rendendola la seconda strada più alta del paese dopo la Transalpina. La parte di strada più emozionante è quella che va da Nord a Sud. È una strada che presenta tratti esposti a venti anche molto forti, tortuosa, con stretti tornanti e ripidi dislivelli. La strada è una sorta di attrazione e impresa allo stesso tempo, sia per i ciclisti sia per i motociclisti. La velocità media di percorrenza sulla strada è di non più di 40 km/h. La sezione Nord è usata per l'annuale competizione ciclistica del Tour di Romania.

## Restrizioni
La strada viene aperta al traffico ogni anno solo dal 30 giugno al 1º novembre, poiché in inverno è coperta di neve e lo sgombero è impraticabile; a ciò si aggiunge il rischio di caduta massi e valanghe, nonostante sia aperta in inverno sul versante sud fino al complesso Piscul Negru (chilometro 104 - distretto di Argeș) (anche se i mezzi per lo sgombero neve arrivano fino al Complesso Turistico Capra - chilometro 108, fino a dove chi vuole avventurarsi ha solo corsia libera, ma sono esposti alle multe dei gendarmi della montagna, che hanno sede presso il Rifugio Salvamont Cota 2000), e su quella nord fino al Rifugio Bâlea-Cascadă (chilometro 131 - Distretto di Sibiu) (qui la strada è bloccata per tutto il periodo della chiusura ufficiale con parapetti in cemento tipo New Jersey, risultando impossibile l'attraversamento anche in condizioni di scioglimento delle nevi; va tenuto conto che durante l'inverno si verificano numerose cadute di sassi nella zona "Meeting Zona "Porta" - quota 1600, prima dell'ingresso nella caldera glaciale di Bâlea).
I viaggiatori possono trovare alcuni posti dove mangiare e qualche hotel dove passare la notte. Durante l'estate, infatti, l'accesso è limitato dalle 22:00 alle 06:00 poiché col buio i tratti sprovvisti di barriere, pieni di curve e tornati, senza elementi riflettenti, sarebbero troppo pericolosi per l'enorme rischio di caduta.
Durante l'inverno, quando la Transfăgărășan è chiusa al traffico stradale, il Lago Bâlea è raggiungibile con la funivia dalla cabina "Bâlea Cascadă".

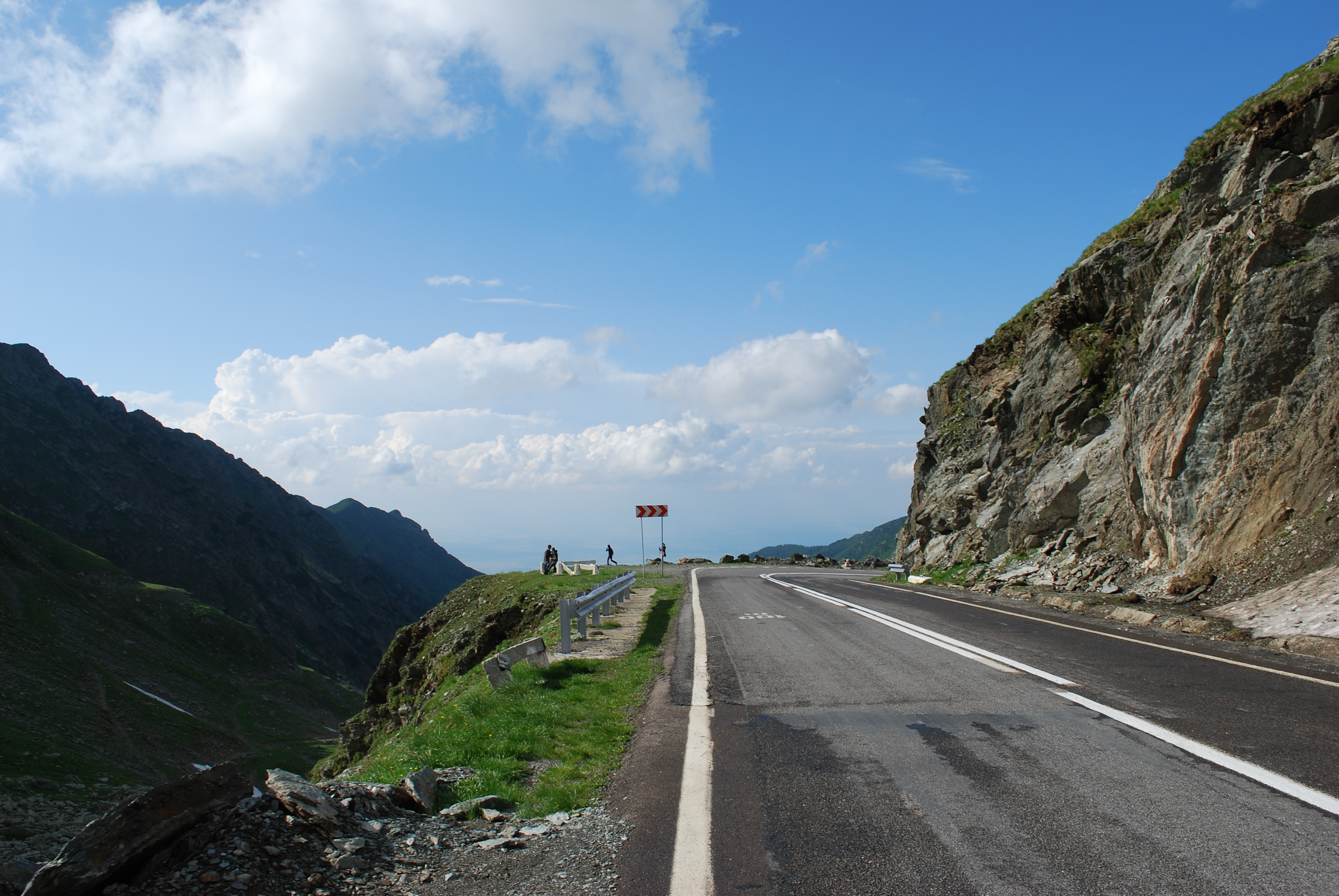
La strada.

## Riferimenti culturali
Nel settembre 2009 il programma televisivo di motori Top Gear girò la prima puntata della quattordicesima stagione sulla strada. Uno dei tre conduttori, Jeremy Clarkson, ha definito la Transfăgărășan "la migliore strada al mondo", che precedentemente aveva pensato fosse l'italiana Strada statale 38 dello Stelvio.

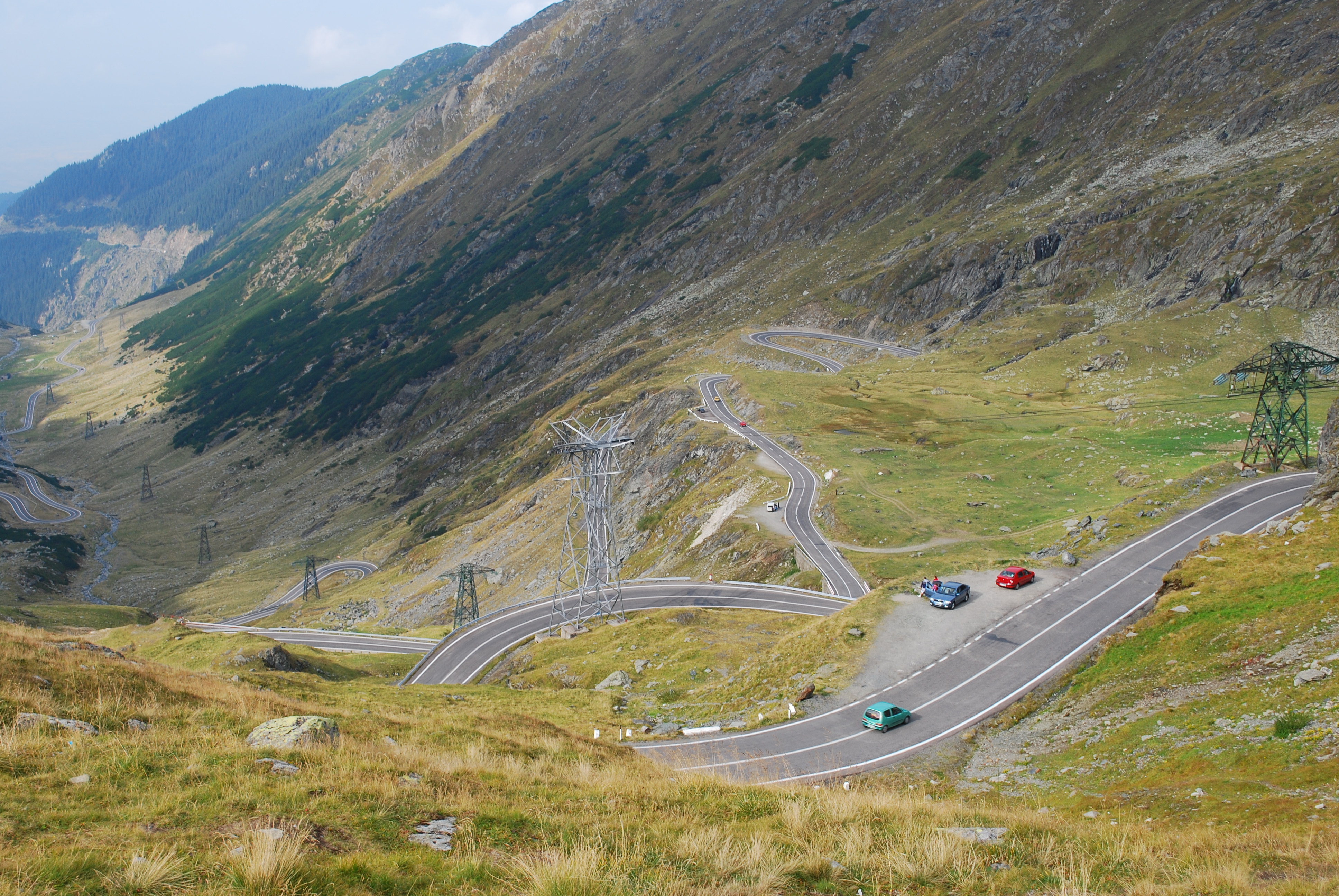
Il percorso della strada

Il 3 agosto 2015, il pilota italiano Fabio Barone conquista il record del mondo di velocità sul tratto di 12.850 m della Transfăgărășan. Il record è stato ottenuto su una Ferrari 458 Italia. La strada è stata anche soprannominata "La follia di Ceaușescu".